# I limoni
I limoni è una poesia di Eugenio Montale che appartiene alla raccolta Ossi di seppia.

## Stile del componimento
È composta da quattro strofe di versi irregolari e liberamente rimati, con rime imperfette e al mezzo. Questa struttura sembra un'eco della versificazione classica. Il linguaggio della poesia è sia colloquiale che dotto; si tratta dunque di un'alternanza di stili.

## Analisi del componimento
Il testo inizia con la contrapposizione tra l'autore e i "poeti laureati", con una evidente antitesi.
Quando il poeta parla di sé il linguaggio diventa semplice e colloquiale, addirittura con apparenti errori grammaticali. Egli contrappone una semplice realtà naturale a quella intellettualistica e astratta dei poeti "dotti". I fossi erbosi sembrano essere una citazione di Foscolo e di Pascoli. Alla fine della prima strofa il poeta nomina per la prima volta i limoni, che con il loro colore giallo danno una caratterizzazione cromatica improvvisa e sembrano evocare colori caldi e felici. Tuttavia l'apparizione del limone non rasserena la scena, poiché si tratta di un frutto dal sapore aspro, che quindi non crea felicità. Il limone è infatti, come si capirà poi dalle strofe successive, il "correlativo oggettivo" dell'intera esistenza. È necessario, però, sottolineare che questa lettura non è assolutamente da considerarsi definitiva. Nella prima strofa vi sono cinque enjambement.
La seconda strofa sembra una ricerca delle corrispondenze tra uomo e Natura. In questa strofa si notano molti accenni alla poesia decadente di Pascoli e D'Annunzio, in cui si diceva che l'uomo dovesse ascoltare la Natura. L'inizio di essa corrisponde allo spannung della poesia. Il lettore è infatti arrivato al momento in cui dovrebbe essere svelato il segreto della Natura, il vero modo per arrivare alla verità. L'enumerazione aiuta ad aumentare questo senso di attesa e di tensione. Tra gli elementi dell'enumerazione vi è anche quello del filo da disbrogliare. Questo è il fine della ricerca della verità di Montale, che, sapendo di non poterla raggiungere, si accontenterebbe di trovare anche solo un filo che porti a essa. Tuttavia non riesce a trovare neppure questo filo, poiché, a differenza di quanto avviene per altri poeti come Saba e Ungaretti, la ricerca di Montale non è basata su emozioni ed elementi irrazionali, ma è tutta basata sulla ragione. La mente, usata per cercare la verità, non lo porta a essa poiché, dopo aver indagato e accordato, essa disunisce.
In questa strofa il poeta affronta anche l'argomento degli uomini, che non sono altro che ombre e, come la Natura, sono indifferenti a ciò che li circonda. Questi versi ricordano l'operetta morale di Leopardi Dialogo della Natura e di un Islandese. La quarta strofa presenta quattro enjambement e l'ambientazione della poesia cambia. Se prima essa era ambientata in una realtà naturale semplice e campagnola, ora il lettore si ritrova in città, dove il freddo e il rumore dominano la scena e l'azzurro del cielo non si vede più per intero, ma soltanto a frammenti. Anche elementi positivi come la luce e l'anima in questa strofa assumono connotazioni negative, avara e amara, e la noia diventa l'elemento principale. Tutto sembra caratterizzato dal grigio, quando al nono verso vengono nuovamente nominati i limoni (questa volta visibili nel giardino di una casa cittadina attraverso un portone socchiuso), l'elemento naturale grazie al quale "il gelo del cuore si sfa".

### Significato del componimento
"I limoni", umile pianta, diventano simbolo della poetica di Montale che canta cose povere e semplici e tende a instaurare un rapporto diretto con gli oggetti e le piante. L'apertura della poesia ha un tono polemico: Montale attacca i "poeti laureati", accusandoli di aver falsato la realtà, rappresentandola con uno stile aulico, solo per avere onori e gloria, e dichiara di preferire il linguaggio comune e familiare, come ciò che descrive tramite esso, cioè il paesaggio aspro e brullo della sua Liguria; ama i sentieri che conducono ai fossati, le "pozzanghere mezzo seccate", dove i ragazzi "agguantano qualche sparuta anguilla" e le viuzze che portano agli orti ravvivati dal giallo dei limoni, dove hanno tregua il conflitto di sentimenti e delle sofferenze, distratti dal profumo dei frutti.
In questi attimi di silenzio in cui la realtà sembra abbandonarsi, egli vorrebbe penetrare nel mistero della natura e scoprire i suoi segreti, "uno sbaglio di natura/il punto morto del mondo/ l'anello che non tiene / il filo da disbrogliare", cioè le cause e gli effetti, il mistero che ci avvolge, una favilla del divino, del nostro destino. Tuttavia l'illusione di capire l'ultimo segreto delle cose svanisce, il tempo scorre e le stagioni variano, ed ecco la delusione: la realtà delle città rumorose, le vie costrette fra gli alti palazzi urbani, dove l'azzurro del cielo appare solo a piccoli squarci, confinato alla vista dai cornicioni, la pioggia, l'inverno freddo e noioso che riempie l'animo di tristezza. Quando però da un portone semiaperto si riesce a vedere in un cortile il giallo vivido dei limoni, si accende una luce che dissolve il gelo del cuore ed evoca un piacevole insieme di profumi, suoni e colori familiari e festosi che per un istante riconciliano con la vita.